# St. Michael (Steinkirchen)

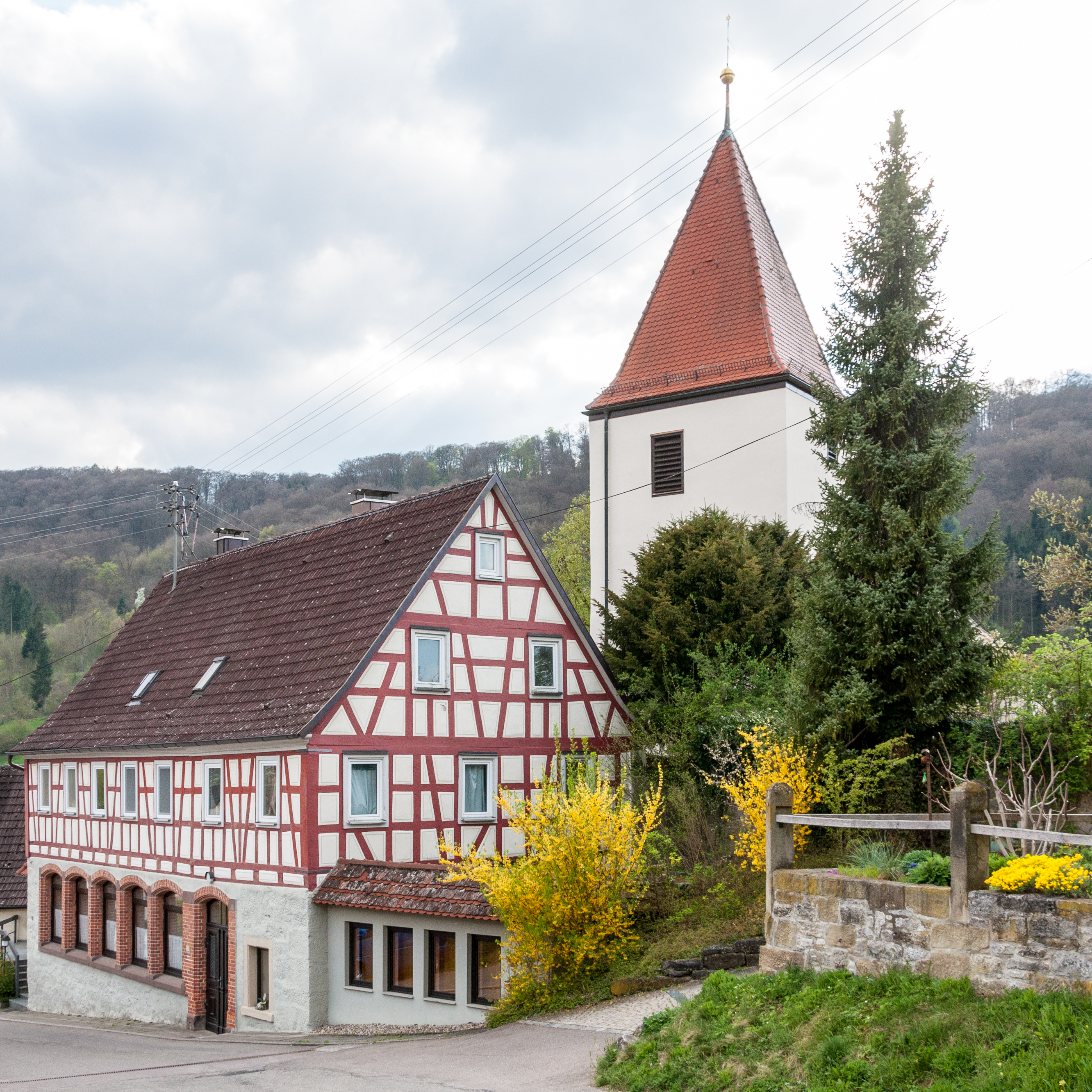
Kirchturm von St. Michael

Die Pfarrkirche St. Michael steht in Steinkirchen, einem Ortsteil der Gemeinde Braunsbach im Landkreis Schwäbisch Hall in Baden-Württemberg. Das Bauwerk ist beim Landesamt für Denkmalpflege Baden-Württemberg als Baudenkmal eingetragen. Die Kirchengemeinde gehört zum Kirchenbezirk Schwäbisch Hall der Evangelischen Landeskirche in Württemberg.

## Beschreibung
Die romanische Saalkirche wurde im 13. Jahrhundert umgebaut. Sie besteht aus dem 1756 erhöhten und verlängerten Langhaus und dem Chorturm im Osten. Dessen im Dreißigjährigen Krieg zerstörte obere Geschosse wurden in Holzfachwerk 1657 wieder aufgebaut und mit einem Pyramidendach bedeckt. 
Der Innenraum des Erdgeschosses des Chorturms, also der Chor, ist mit einem Kreuzrippengewölbe überspannt. In ihm befinden sich Fresken aus dem 14. Jahrhundert. Der Chor wurde bis 1340 komplett ausgemalt, der flachgedeckte Innenraum des Langhauses ebenfalls.

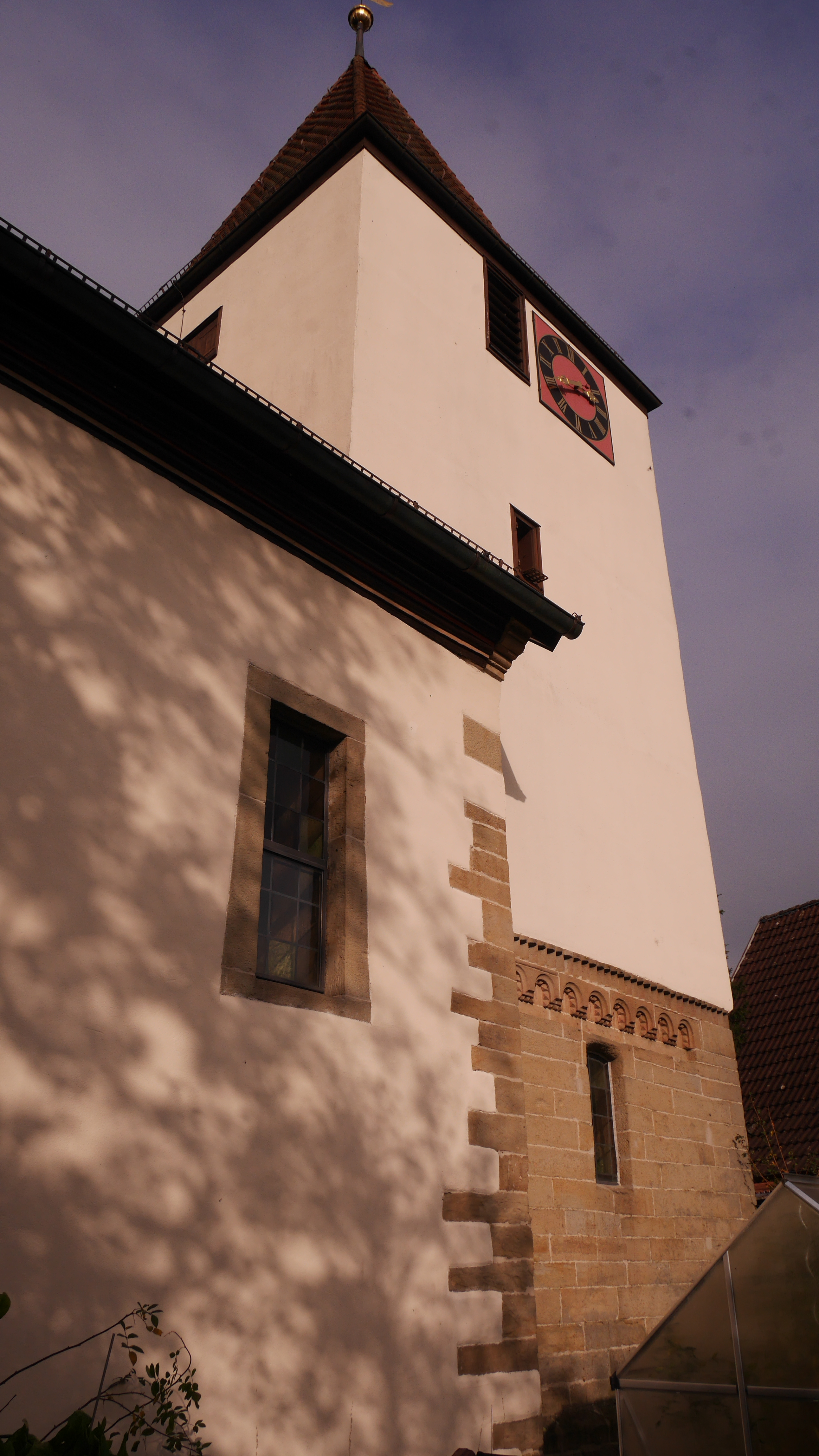
Turm Süd Fries

## Geschichte
Der Ortsname gibt einen Hinweis auf die schön früh vorhandene steinerne Kirche St. Michael als Kernpunkt der Siedlung. Die erste urkundliche Erwähnung von Steinkirchen („Stenenchirnen“) stammt aus dem Jahre 1090. Der Bogen-Fries (Lombardisches Band) an der Südseite des Fundaments des Chorturms ist mit einem in kurzem Abstand dazu parallel verlaufendem Deutschen Band kombiniert. Das Ornament tritt vermehrt im 12. Jahrhundert auf.